# ملا يوسف (بالغلو)
ملا یوسف (بالفارسية: ملایوسف) هي منطقة سكنية تقع في إيران في قسم بالغلو الريفي. يقدر عدد سكانها بـ 4,752 نسمة .